# Cayo del Rosario
Cayo del Rosario är en ö i Kuba.   Den ligger i provinsen Isla de la Juventud, i den västra delen av landet, 170 km söder om huvudstaden Havanna. Arean är 21,8 kvadratkilometer.
Terrängen på Cayo del Rosario är mycket platt. Öns högsta punkt är 14 meter över havet. Den sträcker sig 7,2 kilometer i nord-sydlig riktning, och 11,8 kilometer i öst-västlig riktning.